# Догмарівка (Нижньосірогозька селищна громада)
Догма́рівка —  село в Україні, у Нижньосірогозькій селищній громаді Генічеського району Херсонської області. Населення становить 120 осіб. Вулиці: Матросова.
До 2020 орган місцевого самоврядування Анатолівська сільська́ ра́да. Сільській раді були підпорядковані населені пункти: с. Анатолівка та с. Догмарівка.

## Історія
Догмарівка окупована 17 вересня 1941 р., звільнена 29 жовтня 1943р.
12 червня 2020 року, відповідно до розпорядження Кабінету Міністрів України № 726-р «Про визначення адміністративних центрів та затвердження територій територіальних громад Херсонської області», увійшло до складу Нижньосірогозької селищної громади.
19 липня 2020 року, в результаті адміністративно-територіальної реформи та ліквідації  Нижньосірогозького району увійшло до складу Генічеського району.
Село тимчасово окуповане російськими військами 24 лютого 2022 року.

## Населення
Згідно з переписом УРСР 1989 року чисельність наявного населення села становила 104 особи, з яких 52 чоловіки та 52 жінки.
За переписом населення України 2001 року в селі мешкало 118 осіб.

### Мова
Розподіл населення за рідною мовою за даними перепису 2001 року:
| Мова       | Відсоток |
| ---------- | -------- |
| українська | 95,83 %  |
| російська  | 4,17 %   |